# Apfelstrudel
O Apfelstrudel (significando redemoinho de maçã) é uma sobremesa tradicional austríaca, nascida em Viena, tendo-se tornado popular internacionalmente. É a receita mais conhecida com a massa folhada da Europa central, conhecida em Alemão por Strudel (redemoinho). Pensa-se que tenha sido influenciada pelas cozinhas do Império Bizantino, da Arménia e da Turquia. Em Viena, é possível encontrar vestígios destas três cozinhas.
É também possível encontrar o Apfelstrudel no sul da Alemanha e em muitos países que outrora fizeram parte do Império Austro-Húngaro, como a Croácia, a Hungria, a Polônia, a República Checa, a Eslováquia e a Eslovénia. A receita também foi incorporada ao repertório culinário da cozinha judaico-asquenazita.

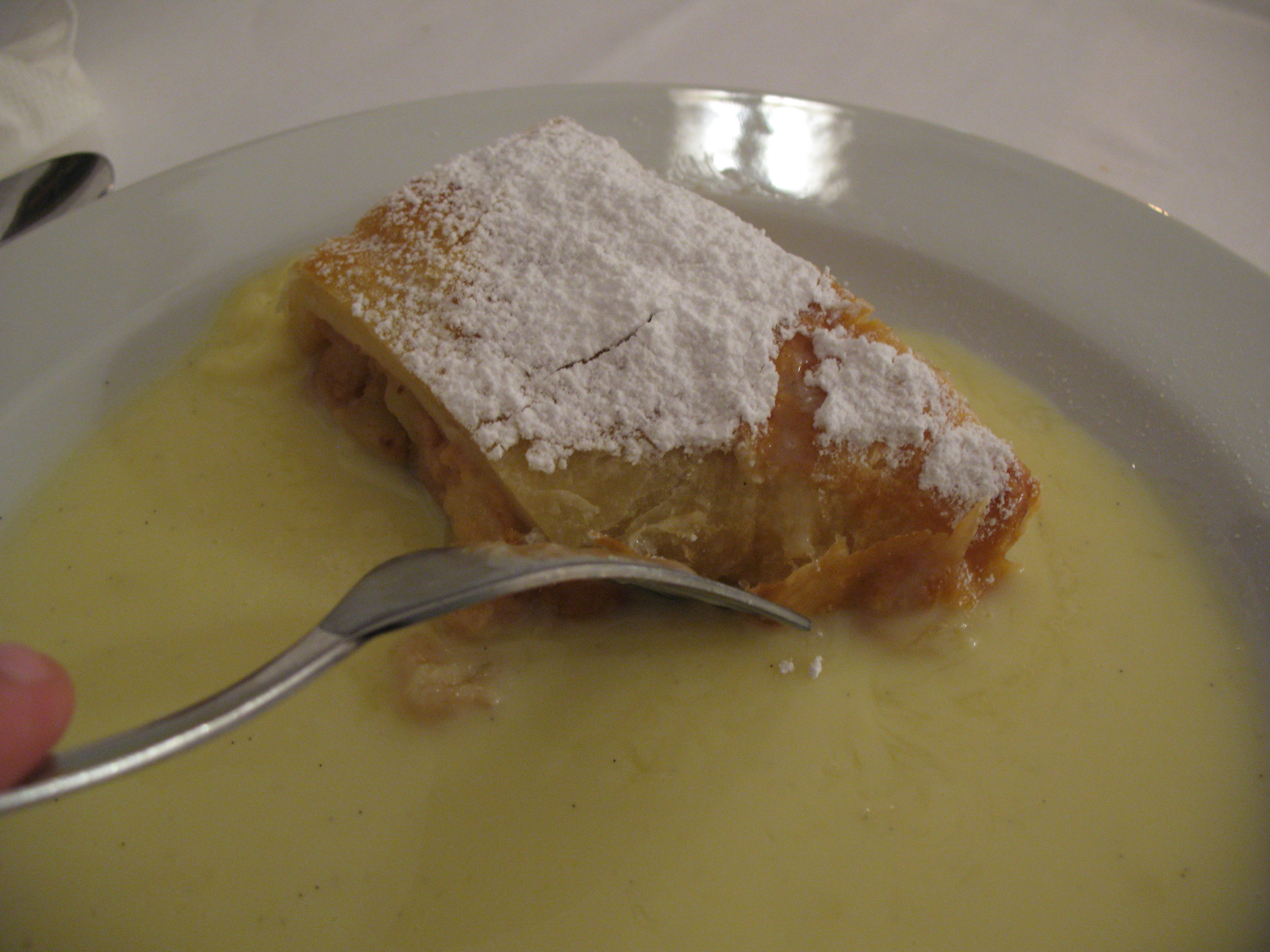
Apfelstrudel com molho de baunilha

Consiste num invólucro oblongo de massa de strudel, recheado com maçãs cortadas em quadrados pequenos, canela, passas e migalhas de pão. Por vezes, é utilizado rum para intensificar o sabor. Outros ingredientes possíveis são os pinhões, as nozes e as amêndoas. A arte da preparação consiste em fazer a massa muito fina e elástica. Diz-se que cada camada deve ser suficientemente fina para se conseguir ler um jornal através dela.
Para que o Apfelstrudel seja o mais sumarento possível, as maçãs devem ser de boa qualidade para serem cozidas e devem possuir um bom aroma ácido. O strudel recheado é cozido no forno e pode ser servido quente, normalmente polvilhado com açúcar em pó. A tradição sugere que seja servido ainda quente, com açúcar a gosto, apesar do gelado de baunilha e do chantili serem bastante populares. Outra forma agradável de o comer consiste em regá-lo com molho de baunilha, conhecido por Kanarienvogelmilch, na Áustria.